# Ігор Саввович
«Ігор Саввович» — радянський трисерійний телефільм 1986 року, знятий режисером Борисом Савченком на Кіностудії ім. О. Довженка.

## Сюжет
Екранізація однойменного роману Віля Ліпатова. Телефільм розповідає про фахівців, які займаються проблемами екології сибірських річок та шукають інженерні рішення нових методів лісосплаву. А ще це фільм про особисті, глибоко драматичні взаємини героїв. У свої тридцять років Ігор Гольцов має багато: високе службове становище, впорядковану квартиру, машину. Але цього він досяг не через особисті якості, а в результаті протекції. П'ять років тому головний інженер лісосплаву Валентинов дізнався, що Ігор, молодий фахівець, який приїхав за розподілом у сибірське місто, його син, і з того часу всіляко опікує його, просуває по службі, прагне захистити його від труднощів. На становищі Гольцова позначається і те, що він одружився з дочкою одного з обласних керівників. Ігор не в змозі відмовитися від благополучного життя, але, з іншого боку, його обтяжує становище, що склалося.

## У ролях
- Валентинас Клімас — Ігор Савович Гольцов
- Валерій Івченко — Сергій Сергійович Валентинов
- Лариса Мальованна — Олена Платонівна, мати Ігоря
- Олена Фадєєва — Надія Георгіївна, мати Валентинова
- Неле Савиченко-Климене — Світлана, дружина Ігоря
- Людмила Конигіна — Рита
- Анатолій Васильєв — Роман Юрійович Івашов
- Юрій Мажуга — Микола Андрійович Ніколаєв
- Нестор Кондратюк — Дмитро Микитович Сиротін, полковник міліції
- Олександр Бєліна — Віктор Татіщев
- Валерій Наконечний — Савков
- Анатолій Барчук — Москаленко
- Володимир Шнипар — Фрідман
- Ольга Анохіна — Вікторія Василівна, секретар
- Юрій Гребенщиков — Іван Іванович Карцев, батько Світлани
- Євген Пашин — Юрій Селезньов, слідчий
- Іван Гаврилюк — Прончатов
- Сергій Данченко — Геннадій Георгійович Попов, генерал
- Віктор Поліщук — Костянтин Якович Чернишов, професор
- Максим Мунзук — дід Максим
- Маргарита Струнова — Людмила Вікторівна, мати Світлани
- Анвар Халітов — Гелій Макарович Фалалєєв
- Людмила Шевель — Голубкіна, артистка
- М. Савченко — медсестра
- Олександр Костильов — колега Ігоря
- Віктор Маляревич — епізод
- Т. Мальцева — епізод
- Олександр Мовчан — колега Ігоря
- Дмитро Кіржеманов — Петро Євстигнійович, майор міліції
- Микола Огурцов — епізод
- Є. Шевцова — Надія, медсестра
- Л. Волкова — епізод
- Галина Демчук — секретарка Карцева
- Віра Тютріна — епізод

## Знімальна група
- Режисер — Борис Савченко
- Сценаристи — Валентин Єжов, Георгій Шевченко
- Оператор — Валерій Квас
- Композитор — Георгій Дмитрієв
- Художник — Євген Стрілецький